# Juli González i Pellicer
Juli González i Pellicer (Barcelona, 21 de setembre del 1876 – Arcueil, 27 de març del 1942) fou un pintor i escultor català. És considerat internacionalment per la crítica més especialitzada com un dels pioners de l'escultura moderna en ferro, sovint de grans proporcions. Amb el pas del temps, la seva obra cada cop assoleix més importància i reconeixement, com ho demostra el fet que, durant l'últim quart del segle xx, s'hagin multiplicat les exposicions, les anàlisis i les monografies reivindicatives.

## Biografia
Fill i net d'orfebres i ferrers va començar en el taller familiar. Amb el seu germà Joan presenta peces forjades a l'Exposició de Belles Arts i Industries Artístiques de Barcelona aconseguint la medalla d'or, i joies a l'Exposició Internacional de Chicago de 1893 assolint la medalla de bronze.
Els anys de joventut de González van coincidir amb l'esclat del modernisme. Es va formar a la metal·listeria artística del seu pare i a l'escola Llotja, de Barcelona, i va marxar a París l'any 1899 com molts altres joves artistes catalans del moment.
| «               | Els anys a Barcelona van ser molt importants en la seva vida, tot i que d'aquesta època només es conserven peces d'arts decoratives, les que realitzava per al negoci familiar, ubicat a la Rambla de Catalunya. El fet de formar-se a Barcelona als inicis del modernisme, amb l'ambient que hi havia, li va permetre tenir amics molt determinants, que va mantenir durant tota la vida. De fet, aquesta és l'època que marca els seus coneixements cara al futur. La seva admiració per a l'obra del pintor francès Puvis de Chavannes neix del moment en què amb Torres-García freqüenta el Cercle Artístic de Sant Lluc. Cal recordar que era nebot de Josep Lluís Pellicer, un dels dibuixants més destacats d'aleshores. Però, sobretot, la formació artesana que va adquirir aquí seria després fonamental per a la seva obra escultòrica en ferro. | » |
| — Mercè Doñate. | |   |

A París s'hi establí i passà molts anys de la seva vida; va viure a França fins a la seva mort. A la capital francesa va tenir relació amb artistes tan carismàtics com Brancusi, Magnelli, Joaquim Torres i García, Manolo Hugué o Picasso. Amb aquest darrer, va mantenir amistat tota la vida i van col·laborar en la realització de diverses escultures, una col·laboració que va ser molt profitosa per a tots dos artistes. Va ser un dels escultors més importants de la primera meitat del segle xx.
González volia tirar endavant la vocació de pintor però les dificultats que tenia per obrir-se camí en el món de la pintura l'obligaven a alternar la seva obra amb la realització de peces d'orfebreria que li permetien guanyar-se la vida. Una mostra d'aquestes dificultats és el fet que fins a l'any 1922 no va poder realitzar la primera exposició individual.
El 1927 es replanteja la tasca artística i s'orienta vers el conreu de l'escultura. En aquesta època realitza les primeres obres en ferro. Són peces de dimensions més aviat reduïdes i fetes amb planxes retallades, forjades, repujades o corbades que giren al voltant de representacions de la figura femenina. Més endavant, a més d'utilitzar planxes, comença a fer servir també barres de ferro corbades i soldades que li permetran construir formes abstractes que mai deixen de fer referència, d'una manera o altra, a la figura humana.
Va morir d'un atac de cor a casa seva a Arcueil (Val-de-Marne, Illa de França): és enterrat al cementiri d'aquesta població.

## Obra
La seva obra es troba a diferents museus, com el Museu Nacional d'Art de Catalunya de Barcelona, el Museu Abelló de Mollet del Vallès, el Museu Nacional Centre d'Art Reina Sofia de Madrid, el Centre Georges Pompidou de París o l'IVAM (Institut Valencià d'Art Modern de València), que ha dedicat un espai específic a l'escultor català a partir de la donació de les seves obres efectuada per la seva filla (Centre Julio González).
Entre les escultures més destacades cal citar la Dona amb mirall (1936-1937), que es troba al Museu Nacional d'Art de Catalunya, a Barcelona. Es tracta d'una obra d'estructura vertical, d'aparença abstracta, feta amb diversos retalls de ferro soldats, que parteix de l'esquema simplificat d'una dona pentinant-se, una obra on la matèria i l'espai es complementen de manera especialment suggeridora i expressiva. La gestualitat posa en relació, de manera integradora, les formes orgàniques i antropocèntriques amb l'abstracció.
Cal esmentar també La Montserrat (1936-37), que pertany a l'Stedelijk Museum, d'Amsterdam, una obra més figurativa i naturalista que representa una dona amb una criatura als braços i que ha esdevingut una icona del rebuig als horrors de la guerra. La peça es va presentar al Pavelló de la República Espanyola de l'Exposició Internacional de París de l'any 1937, juntament amb les pintures del Guernica de Picasso i el Segador de Joan Miró, i les escultures El pueblo español tiene un camino que conduce a una estrella, d'Alberto Sánchez, i la Font de Mercuri, de Calder. La Montserrat és una obra que pot ser considerada també una representació mítica de Catalunya, un testimoni del patiment del poble català davant de l'agressió feixista i un manifest a favor de la llibertat.
La formació artesana (forja, repujat, fosa, etc.) i, sobretot, el domini de la soldadura autògena, una tècnica que va aprendre en una fàbrica francesa durant la Primera Guerra Mundial, són les bases sobre les quals González edifica un particular llenguatge escultòric i es converteix en un mestre de l'escultura moderna en ferro.

### Anàlisi
La seva obra és qualificada sovint d'abstracta malgrat que sempre es mou entre la figuració i l'abstracció amb empelts del cubisme i del surrealisme. L'obra de González representa una nova manera d'entendre l'escultura amb la fusió expressiva entre la matèria i l'espai, amb el joc entre el buit i el ple, que ell definia amb la idea de ‘dibuixar a l'espai'.
L'escultor nord-americà David Smith (1906-1965) va ser un dels primers a subratllar l'important paper que representa el llenguatge personal de González en la història de l'escultura moderna. I, posteriorment, molts altres escultors i crítics especialitzats han lloat les seves aportacions. Podem considerar que l'escultura de González ha influït, d'una manera o una altra, en l'obra d'escultors posteriors com ara el ja citat David Smith, el britànic Anthony Caro, els bascos Eduardo Chillida i Jorge Oteiza o el valencià Andreu Alfaro.

### Obres rellevants
- Dona amb mirall (1936-1937), al Museu Nacional d'Art de Catalunya
- Cap cridant(1936|1939), al Museu Nacional d'Art de Catalunya
- Natura morta II, al Museu Nacional d'Art de Catalunya
- Cap de la Montserrat cridant, al MNAC
- Bust femení, al MNAC[4]

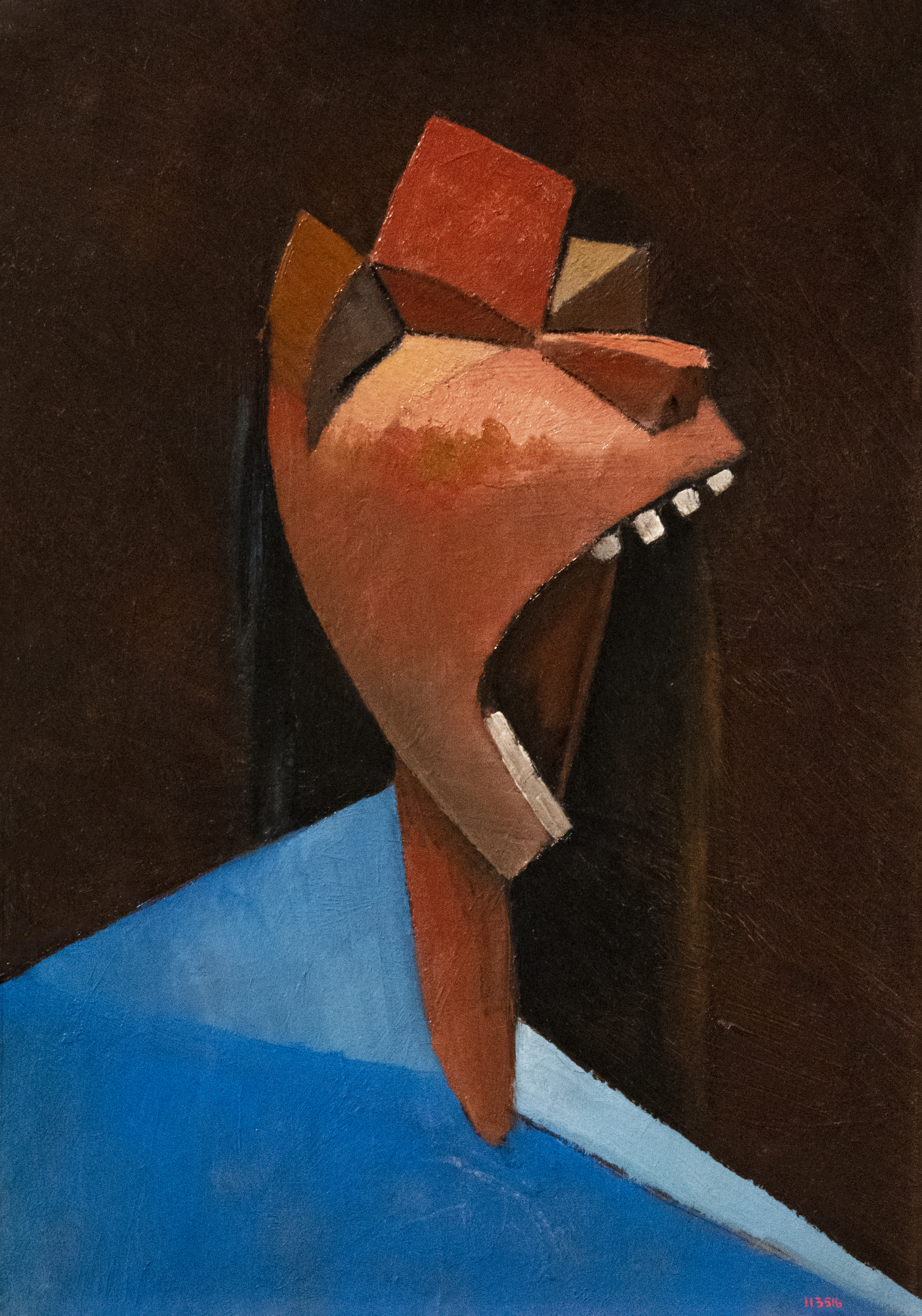
Cap cridant, Museu Nacional d'Art de Catalunya
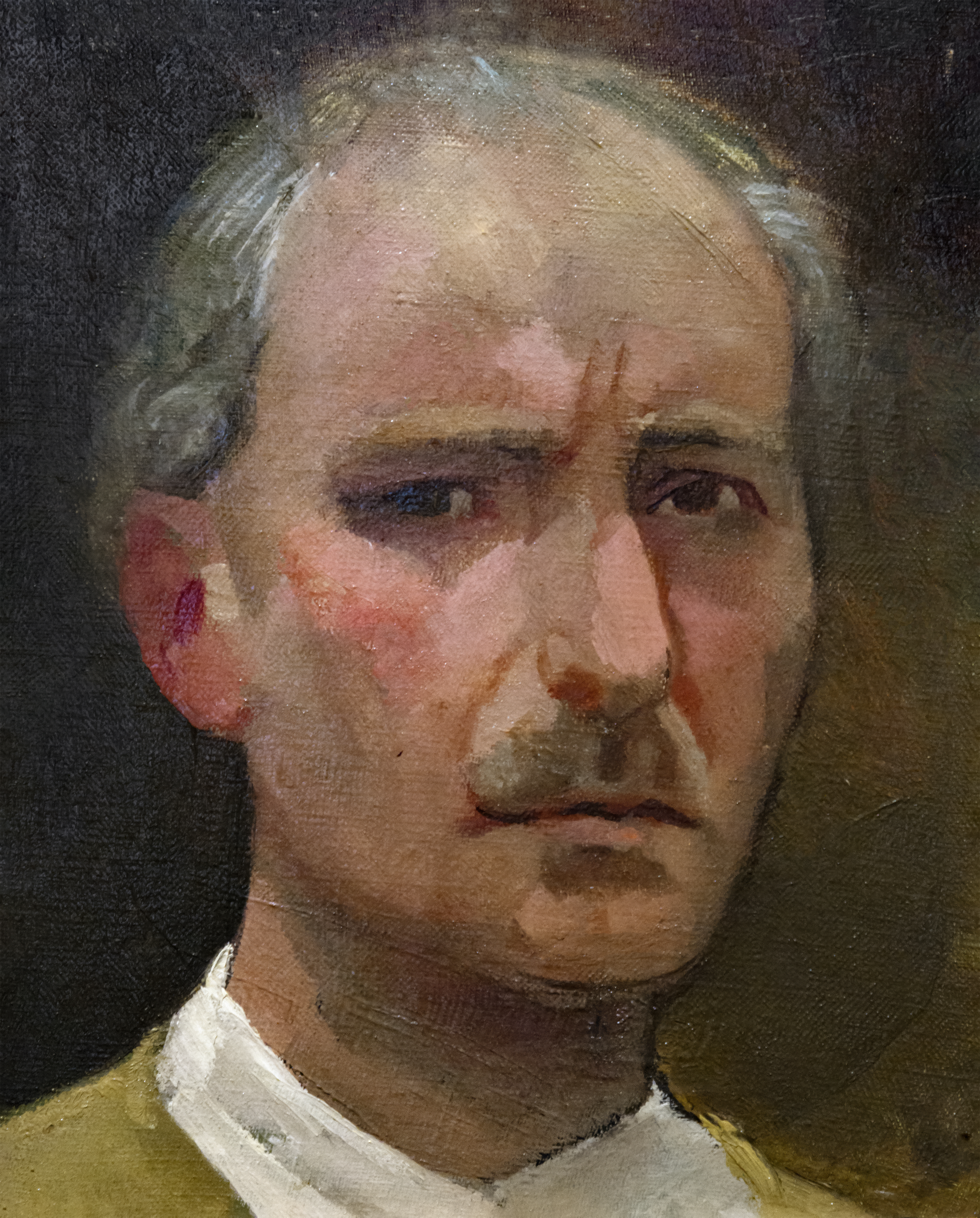
Autoretrat, Museu Nacional d'Art de Catalunya

## Exposicions rellevants

### En vida de l'artista
- 1893 : Exposició Universal, Chicago
- 1907 : Primera exposició al Salon des indépendants, París.
- 1909 : Primera exposició al Salon d'automne a París.
- 1922 : Julio González, primera expo individual à la galerie Povolosky, rue Bonaparte de Paris.
- 1932 : Exposició al salon des surindépendants, París.
- 1935 : Thèse, antithèse, synthèse, Lucerne (col·lectiva).
- 1936 : L'Art contemporain espagnol, Galerie du Jeu de Paume, Paris.
- 1936 : Cubism and Abstract Art, exposition collective au MoMA de New York.
- 1937 : Fantastic Art, Dada, and Surealism, MoMA, Nova York (col·lectiva)
- 1937 : La Montserrat al Pavelló Espanyol de l'Exposició Internacional de 1937 a París
- 1952 : Rétrospective Julio González, Palais de Tokyo.
- 1955 : Rétrospective Julio González, Stedelijk Museum d'Amsterdam, després va viatjar als Palais des Beaux-Arts de Bruxelles, Kunsthalle de Berna i al MoMA.
- 1966 : Julio González, Musée national d'art moderne à Paris
- 1999 : Picasso-González, dialogue Abattoirs de Toulouse.
- 2007 : Julio González au Centre Georges Pompidou, París.
- 2009 : Juli González. Retrospectiva (Museu Nacional d'Art de Catalunya)[5][6]